# CityLAZ-20
CityLAZ-20 lub LAZ A292 – przegubowy niskopodłogowy autobus z serii CityLAZ przeznaczony dla komunikacji miejskiej, produkowany od 2007 roku przez ukraińskie przedsiębiorstwo LAZ ze Lwowa.
LAZ A292 jest wytwarzany w wersjach z silnikami wysokoprężnymi Deutz BF6M1013FC/ECP o mocy 286 KM lub Deutz TCD2013L06 4V o mocy 286 KM. Alternatywnie zaczęto stosować silniki Diesla firmy MAN typu D0836 LOH02 o mocy 280 KM. Jednostki napędowe zblokowane są z automatyczną 6-biegową skrzynią ZF 6HP-502C.
W 2006 roku przedstawiono oraz wprowadzono do produkcji ukraińskie trolejbusy ElectroLAZ-20 (LAZ E301).

## Modyfikacje
- LAZ A292D1 (CityLAZ 20 LF) – autobus miejski niskopodłogowy z silnikiem Deutz BF6M 1013ECP
- LAZ A292N1 (CityLAZ 20 LF) – autobus miejski niskopodłogowy z silnikiem MAN D0836